# 5000 Volts
5000 Volts est un groupe britannique de disco, originaire de Londres, en Angleterre. Il se compose des deux chanteurs Tina Charles et Martin Jay et d'un groupe de musiciens changeant.

## Histoire
Ils connaissent un certain succès avec leur titre I'm on Fire sorti en 1975, et qui reprend le morceau Black Is Black (en) du groupe espagnol Los Bravos. I'm on Fire est repris la même année par Sheila dans la chanson Quel tempérament de feu. Toujours en 1975, le producteur Tony Eyers élargit le groupe pour en faire un groupe permanent de cinq musiciens, avec l'arrivée de Martin Cohen (basse et chant), Kevin Wells (batterie) et Mike Nelson (claviers). Les singles suivants ne suscitent pas un grand intérêt au Royaume-Uni, mais le groupe est devenu populaire en Afrique du Sud et en Allemagne. Charles quitte le groupe à la suite d'un conflit avec la maison de disques et poursuit sa carrière solo, remplacée par Linda Kelly.
Le single suivant, Doctor Kiss Kiss, atteint la huitième place au Royaume-Uni, et la sixième en Afrique du Sud, mais le groupe peine à maintenir l'intérêt du public. Le groupe se sépare en 1978.
Martin Jay se lance dans une carrière solo sans succès, avant de revenir à son ancien rôle de musicien de studio, travaillant pour des groupes tels qu'Enigma, Tight Fit en 1981 et les UK Mixmasters en 1990.
En 2012, Tina Charles et Martin Jay se réunissent pour réenregistrer certains de leurs succès. L'album Reunited est le résultat de leur réunion.

## Discographie

### Albums studio
- 1976 : 5000 Volts (Philips Records) (30e des charts suédois[3])
- 1997 : 5000 Volts (Rem!nd Records, compilation)
- 2012 : Reunited

### Singles
- 1974 : Fly Away
- 1975 : I'm on Fire (27 semaines dans les charts - no 1)[2])
- 1975 : Motion Man (12 semaines dans les charts - no 15[2])
- 1976 : Dr. Kiss Kiss (10 semaines dans les charts - no 22[2])
- 1976 : Bye Bye Love
- 1976 : Light the Flame of Love
- 1977 : Walking on a Love Cloud (8 semaines dans les charts - no 28[2])
- 1977 : Can't Stop Myself from Loving You
- 1978 : I'm on Fire (New Version 97 ; réédition uniquement en France)